# La Part du feu
La Part du feu is een Franse dramafilm van Étienne Périer die werd uitgebracht in 1978. 

## Verhaal
De vijftiger Robert Hansen is een ambitieuze vastgoedpromotor. Hij betrapt zijn vrouw Catherine in bed met zijn naaste medewerker, de jongere Jacques Noblet. Hansen doet alsof zijn neus bloedt en laat de relatie oogluikend toe want hij heeft Noblet nodig voor een belangrijke commerciële operatie. Hij schrikt er niet voor terug Noblet te manipuleren.

## Rolverdeling
| Acteur            | Personage                             |
| ----------------- | ------------------------------------- |
| Michel Piccoli    | Robert Hansen                         |
| Claudia Cardinale | Catherine Hansen                      |
| Jacques Perrin    | Jacques Noblet                        |
| Rufus             | Patrick Delbaut                       |
| Roland Bertin     | Eduard, de afgevaardigde              |
| Gabriel Cattand   | William de Wallier, de bankier        |
| Véronique Silver  | Gisèle, de vrouw van de afgevaardigde |
| Liliane Gaudet    | mevrouw de Wallier                    |
| Hélène Vincent    | de weduwe                             |
| Olivier Hussenot  | de notaris                            |